# Al-Shorta Sports Club
O Al-Shorta Sports Club (em árabe : نادي الشرطة الرياضي , lit.  Clube de Esportes da Polícia) é um clube esportivo iraquiano com sede no distrito de Rusafa, distritos leste do Rio Tigre, Bagdá. Tem equipes em mais esportes do que qualquer outro clube iraquiano, incluindo futebol, basquete, handebol, futsal, vôlei, vôlei de praia, tiro com arco, atletismo, musculação, boxe, xadrez, judô, saltos, natação, taekwondo, pólo aquático, halterofilismo e luta livre. A seção mais antiga e mais conhecida do clube é o time de futebol.

## História
O clube foi fundado em 1932 com o nome de Montakhab Al-Shorta e é o terceiro clube de futebol mais antigo existente no país. Eles são considerados como uma das melhores equipes do Iraque, e eles são a única equipe iraquiana existente a vencer qualquer grande competição de alto nível clube continental, tendo levantado a taça da Liga dos Campeões Arábes em 1982 e sendo amplamente considerado como os vencedores da Liga dos Campeões da AFC em 1971. Eles venceram todos os jogos que disputaram até a final do torneio, mas se recusaram a enfrentar o clube israelense Maccabi Tel Aviv, em protesto contra a ocupação israelense da Palestina, em vez disso, agitando a bandeira palestina em torno do campo. Eles são considerados campeões pela mídia árabe (e pelo próprio clube) e foram recebidos com uma recepção de heróis em seu retorno ao país. Israel foi posteriormente expulso da AFC e os seus clubes agora competem nas competições da UEFA.
Eles conquistaram seis títulos da Liga Central do Iraque e cuatro títulos da Premier League iraquiana, e mais recentemente, venceram a Premier League nas temporadas de 2012–13 e 2013–14. O Al-Shorta mantém o recorde do Iraque pelo maior período de tempo sem perder uma partida do campeonato (dois anos), incluindo toda a temporada de 1980-81 , e é um dos dois únicos times que jogaram em todas as temporadas do torneio Primeira Liga Iraquiana desde a sua criação em 1974, nunca tendo sido rebaixado. Eles ganharam um recorde conjunto de três Copas de Elite do Iraque (em 2000, 2001 e 2002), sendo a única equipe a conquistar o troféu por três vezes consecutivas, e também venceu as cinco edições do Campeonato Árabe de Polícia, competição de clubes de Polícia no mundo árabe, sendo a mais recente em 2002. O Al-Shorta é o primeiro clube iraquiano na história a assinar um acordo oficial com um fabricante de kits, já que a Nike produziu seus kits para as temporadas 2013–14 e 2014–15.

## Títulos

### Internacionais
Liga dos Campeões Árabes: 1 (1982)

### Nacionais
- Iraque Premier League: 6 (1979–80, 1997–98, 2012–13, 2018–19, 2021–22 e 2022–23)
- Taça da Liga: 3 (2000, 2001 e 2002)
- Supercopa do Iraque: 2 (2019 e 2022)